# モンキー・アイランド
モンキー・アイランド (The Secret of Monkey Island) は、1990年にルーカスフィルム・ゲームズが開発・発売したポイント・アンド・クリック型のグラフィック・アドベンチャーゲーム。海賊時代のカリブ海を舞台とし、海賊になることを夢見る青年ガイブラシ・スリープウッドとなって、架空の島々を探検しながらゲームを進行していく。
ルーカスフィルムの社員、ロン・ギルバートが1988年に企画し、ティム・シェイファー、デイブ・グロスマンとともにゲームデザインを行った。ギルバートは、当時のアドベンチャーゲームに対する不満から、プレイヤーキャラクターが安易に死んでゲームオーバーにならないようにし、探索に重点を置いたゲーム性を実現した。ゲームの雰囲気は、ディズニーランドの「カリブの海賊」をモチーフにしている。本作で5作目となるSCUMMエンジンは、大幅に改良され、より使いやすいインターフェイスになっている。
このゲームの初期リリースには、特徴的なコピープロテクトが施されていた。「Dial-a-Pirate」という段ボール製の円盤が付属し、それを回転させて、画面に表示されている海賊の絵と一致させることでゲームを開始できるコードが得られるようになっていた。
本作の独創性、音楽、映像、ゲーム性は高く評価されており、史上最も偉大なビデオゲームの一つとして挙げる出版物もある 。
このゲームは、「モンキー・アイランドシリーズ」と総称される数多くの続編を生み出した。また、ギルバート、シェーファー、グロスマンの3人は、続編の「モンキー・アイランド 2 ルチャックの逆襲」の開発も担当した。ルーカスアーツは2009年にオリジナルのリメイク版を発売し、こちらもゲームメディアから高い評価を得た。
日本では1992年9月、ビクター音楽産業からFM TOWNS版が、1993年9月には『モンキー・アイランド ユーレイ海賊大騒動！』のタイトルでメガCD版が発売された。さらに1994年にはビクターエンタテインメントから続編の『モンキー・アイランド ルチャックの逆襲』（FM-TOWNS版のみ）がリリースされている。

## ゲーム内容
本作は、プレイヤーキャラクターを三人称視点で操作するタイプの2Dアドベンチャーゲームである。ゲーム中のキャラクターと会話するための「talk to（話す）」コマンドや、アイテムを収集するための「pick up（取る）」など、12の動詞コマンド（新バージョンでは9つ）を選択し、その後、対象物を選ぶことでゲームを進めていく。他のキャラクターとの会話では、ダイアログツリーにリストアップされたトピックを選択することができる。こういったシステムを取り入れた最初期のゲームの一つである。 ゲーム内のアクションは頻繁にカットシーンで中断される。 他のルーカスアーツのアドベンチャーゲームと同様に、本作はプレイヤー・キャラクターがほぼ死ぬことのないシステムとなっているが、ただしガイブラシは10分以上水中にいると溺れる。

## あらすじ

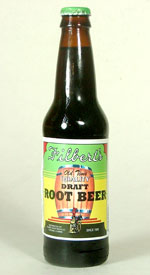
ルートビア

海賊を夢見る青年ガイブラシ・スリープウッドは「メーレー島」という島に上陸する。彼は島の海賊のリーダーを探し、海賊になるためにクリアしなければならない3つの試練を与えられる。それは、島専属の剣術師であるカーラとの剣の決闘に勝つこと、埋蔵金を見つけること、知事の屋敷から貴重な像を盗むことである。 これらの試練を達成すべくガイブラシは島中を歩く中、そこで幽霊海賊ルチャックの話を聞く。ルチャックは、女性知事エレイン・マーリーの愛を勝ち取るために、謎のモンキー・アイランドに出帆して命を落としたという。ガイブラシは、地元のブードゥー教の巫女、中古船販売員スタン、剣の達人カーラ、オーティスという名の囚人、手がフックになっているミートフックなど、興味深い人々に出会う。
また、ガイブラシは知事と出会い両想いとなる。だが、ルチャックとその手下である亡霊たちが島を襲撃した際、エレイン知事はモンキーアイランドにある秘密の隠れ家に拉致されてしまう。ガイブラシは自らの手でエレインを救出すべく、船を買ってカーラ、オーティス、ミートフックを乗組員として雇い、伝説の島へと出航する。モンキー・アイランドに到着したガイブラシは、人食い人種の村で、漂流者トゥースロットとの間で争いが起きているのを知る。その争いを解決し、人食い人種のためにルチャックの船から魔法の「ブードゥー教の根」を取り戻すと、幽霊を滅ぼすことができる「ブードゥー教の根の霊薬」を提供してもらう。
ガイブラシが霊薬を持ってルチャックの船に戻ると、ルチャックが教会でエレインと結婚式を挙げるためにメーレー島に戻ったことを知る。ガイブラシはルチャックは島中で戦いを繰り広げる。そして、ガイブラシは島の船乗り場でルートビアの瓶を見つけ、それを霊薬代わりにルチャックに浴びせて倒すことに成功する。ルチャックを倒したガイブラシとエレインは、ルチャックが爆発して打ち上がった花火を見ながら、ロマンティックなひとときを過ごす。

## 開発

### 着想と脚本
ロン・ギルバートは1988年に『Zak McKracken and the Alien Mindbenders』を完成させた後、海賊アドベンチャーゲームのアイデアを思いついた。
彼は友人の家で週末を過ごしているときに、海賊ものの物語を初めて書いた。ギルバートは、満足のいくアイデアを見つけるために、導入部の段落で実験を行った。最初のストーリーは、後にルチャックとエレインになる無名の悪役が登場するもので、この時点ではガイブラシは登場していない。
彼はこれを一連の短編ストーリーとしてルーカスフィルム・ゲームズのスタッフに売り込んだ。
ギルバートのアイデアは好意的に受け入れられたが、ルーカスフィルム・ゲームズがギルバートを含むデザイナーを『インディ・ジョーンズ 最後の聖戦』に割り当てたため、制作は延期された。『最後の聖戦』の開発は1989年に終了し、ギルバートは『モンキー・アイランド』の制作を開始することができた。

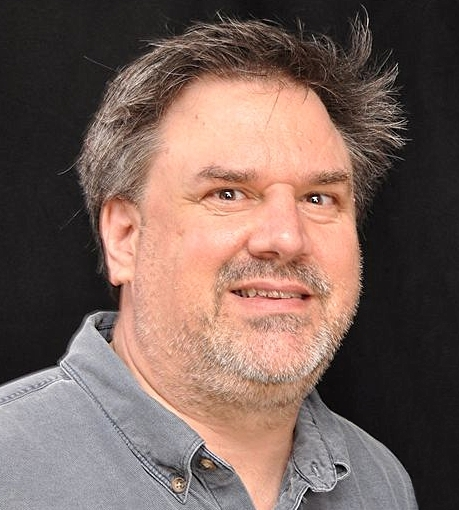
ロン・ギルバート ゲームの原案・デザイナー (2011撮影)

ギルバートは、一人でゲームデザインをするのは難しいと考え、ルーカスフィルムに在籍していたティム・シェーファー、デイブ・グロスマンと協力することにした。ゲーム内の剣戟は罵り合いで進行するが、これはギルバート、シェーファー、グロスマンがインスピレーションを得るためによく見ていた、エロール・フリン主演の剣戟映画に影響を受けたものである。また、作家のオーソン・スコット・カードが、ルーカスフィルムの本社であるスカイウォーカー・ランチを訪れた際に、剣戟で使われる侮辱表現の作成を手伝った。ギルバートの独創的なアイデアの多くは、制作過程でお蔵入りとなったが、彼は「ほとんどのものは理由があって省かれた」と述べている。
デイブ・グロスマンが語る本作のストーリーは、「人生の夢を求めてある島にやってきた青年の物語だ。彼は出世を夢見ているが、その過程で愛を発見し、実はそれが最初にやっていたことよりも重要だったと思ってしまう。笑っているようでいて、実はもっと深いものがあるんだよ」
プロットの制作が始まると、ギルバートは「非常にドライで皮肉なユーモア」を有するグロスマンの文体と、「もう少し顔に出た感じ」のシェーファーの文体に大きな差があり、作品がまとまりを欠くことに気がついたという。ギルバートは必要とされる笑いのタイプに応じて2人を異なるキャラクターや物語の場面に割り当てた。 シェーファーとグロスマンはゲームのプログラミング中にほとんどの台詞を書いたが、結果的に多くの台詞は即興で作られた 。 台詞の中にはデザイナーの個人的な経験に基づくものもあり、たとえばガイブラシの「I had a feeling in hell there would be mushrooms」という台詞はシェーファーがきのこを嫌っていたことに由来する。
ゲームの世界観やキャラクターは、ギルバートが中心となってデザインを行った。ギルバートは、ティム・パワーズの歴史ファンタジー小説『幻影の航海』を読んで、ゲームのプロットに超常現象のテーマを加えることを決めた。ゲームの雰囲気は、ギルバートが子供の頃に大好きだった遊園地の乗り物「カリブの海賊」からインスピレーションを得ている。 グロスマンによると、ギルバートは常に「乗り物から降りて」「その世界の人たちと話したい」と思っていたそうだ。 デザイン作業の最終段階で、ギルバートはゲームのストーリーに直接関係のないキャラクターを何人か登場させた。彼はこれを重要な決断だと考えていた。というのも、一見マイナーに見えるこれらのキャラクターは、ゲームの後半でプレイヤーが必要とし、「彼らと本当に対話する」機会が訪れるからである。

### クリエイティブ＆テクニカルデザイン
ギルバート、シェイファー、グロスマンの3人は、これまでのルーカスフィルムのタイトルよりもシンプルでわかりやすいゲームモデルを作ることを第一の目標とした。ギルバートは制作開始前に主要なデザインとパズルを考えていたため、デザイナーの仕事の大半はギルバートのアイデアを具体化することになった。 ギルバートは当時シエラオンラインが発売していたアドベンチャーゲームに不満を持っており、後に「何か間違ったことをするとすぐに死んでしまう」と語っている。ギルバートは、そのようなゲーム性を「デザイナーにとっての安易な逃げ道」と考えていた。1987年に発売されたグラフィック・アドベンチャー・タイトル『マニアックマンション』に自分のデザイン・アイデアを適用したことがあったが、ゲームをクリアできないような行き止まりの状況や、カットシーンのトリガーの実装が不十分だったことなど、開発中に多くのミスを犯したと考えていた。ギルバートは『モンキー・アイランド』でそのような失敗を避けることを目指した。 チームは、ゲームプレイを主に世界の探検に集中させ、プレイヤー・キャラクターが死ぬことはないシステムを採用した。 ガイブラシが崖から落ちても「ゴムの木」に跳ね返されるという場面は、シエラオンライン製アドベンチャーゲームのパロディになっている。ガイブラシは溺れて死ぬこともあるが、これは意識的に努力しないと見つけられそうにないイースターエッグである。
『モンキー・アイランド』は、『マニアックマンション』のために開発されたSCUMMエンジンを搭載したルーカスフィルム・ゲームズの5番目のプロジェクトである。『マニアックマンション』では、SCUMMのスクリプト言語で動詞のコマンドは固定されていた。このコマンドは、その後のバージョンのエンジンでは、より抽象的になっている。また、『モンキーアイランド』では屋外であったが、ゲームワールドの個々の部分を「ルーム」と呼んでいたことも引き継がれている。 このゲームでは、『インディ・ジョーンズ最後の聖戦』で使用されたSCUMMエンジンと同じバージョンが使用されているが、マイナーな変更が加えられている。また、「What is」オプション（画面上のオブジェクトをプレイヤーに説明する入力コマンド）を削除し、オブジェクトにマウスカーソルを被せるだけでよいようにした。
SCUMMのビジュアルは、オリジナルのEGA版では320x200ピクセルの解像度で16色であったが、美術のスティーブ・パーセルによると、これは美術チームにとって大きな制限となり、「恐ろしく」色数が少なかったため、背景に奇妙なトーンを選択することが多かった。VGA版ではこれらの問題を解決するために256色をサポートし、より高度な背景やキャラクターアートが可能になった。EGA版では、プレイヤーが森の中の木の切り株を調べると、ガイブラシが「地下墓地への入り口がある」と言って中に入ろうとするも「続けるためにはディスク22、36、114を入れなければならない」というメッセージが表示されるというジョークが用意されていたが、ルーカスアーツのホットラインにディスクがないという問い合わせが多数寄せられた。その結果、このジョークは後の版では削除され、続編ではルーカスアーツ・ヒント・ホットラインの会話の選択肢として触れられている。
このゲームの音楽「パイレーツ・レゲエ」は、ルーカスフィルム・ゲームズの社内コンポーザーであるマイケル・ランドがMIDI形式で作曲したもので、彼の入社後初仕事だった。ゲームは1990年にフロッピーディスクで発売されたが、1992年には高品質のサウンドトラックを収録したCD-ROM版が発売された。 この音楽は人気が高く、OverClocked ReMixのミュージシャンやゲームファンによってリミックスされている。
『モンキー・アイランド』は最終的に20万ドルの制作費をかけ、9ヶ月かけて開発された。

## スペシャルエディション
ルーカスアーツは、2009年7月に『The Secret of Monkey Island: Special Edition』と題して、オーディオ・ビジュアルを刷新したリメイク版をiPhone、Microsoft Windows、Xbox 360向けにデジタル配信した。ルーカスアーツは2009年6月1日に本作の開発を決定したが、その数日前にXbox 360版がUSKレーティングを取得したことで噂になっていた。6月に開催された「2009 E3」で初公開された。リメイク版では、細部まで描き込まれた手描きビジュアル、リマスターされた音楽、キャラクターボイス、ヒントシステムなどが採用されている。また、2009年版とオリジナル版の映像を自由に切り替えられる機能が搭載されている。 声優には、ガイブラシ・スリップウッド役のドミニク・アルマート、ルチャック役のアール・ボーエンなど、続編で声優を務めたキャストが多く参加している。
ルーカスアーツのゲームプロデューサー、クレイグ・デリックと彼のチームは2008年にリメイクのアイデアを思いついた。 「オリジナルに忠実でありながら、新鮮で新しいもの」を作ることを決め、その結果、『モンキー・アイランド』リメイク版のアイデアが生まれた。 開発では、オリジナルデザインの多くを変更しないようにした。変更箇所は、オリジナルに求められる没入感をさらに押し上げるものでなければならなかった。そのために、背景に海賊船や海賊が話しているようなディテールを加えた。

## 評価
『モンキー・アイランド』は批評家から好意的な評価を受けた。ギルバートによると、このゲームは「よく売れた」が、「大ヒットにはならなかった」。グロスマンは後に、このゲームの売上は「10万本以上だが、100万本のはるか下」とまとめている。Next Generation誌によると、『モンキー・アイランド』はアメリカでは「比較的マイナーなヒット」だったが、本作とその続編は「ヨーロッパ中のPCとAmigaで大ヒット」したという。
ドラゴン誌のHartley、Patricia、Kirk Lesserは、デザイナーの細部へのこだわりを称賛し、このゲームのユーモアを高く評価した。彼らはこのゲームが高価すぎると考えていたが、「面白いパズル、素晴らしいローランドのMIDIサウンドトラック、素晴らしいVGAグラフィックス、スムーズなスクロールアニメーション、そしてコンピュータ画面で見たこともないような面白いセリフが満載の、非常に楽しいグラフィックアドベンチャー」とまとめている。Zero誌 (英語版) のDuncan MacDonaldは、グラフィックを賞賛し、このゲームを「とても面白く適正に調整された難易度で遊びやすい」と評価した。Computer and Video Games (英語版) のPaul Glanceyは、ルーカスフィルムの初期のアドベンチャーゲームよりも優れていると評価し、「通常、アドベンチャーゲームから得られる娯楽は、パズルを解くことだけだが、愉快なキャラクターや状況、映画のような演出......このゲームをプレイすることは、コメディ映画に参加するようなもので、はるかに楽しい」と書いている。謎解きは「素晴らしいアイデア」で、操作性も「分かりやすい」という。彼はこのゲームを「全く夢中にさせる」と要約している。
ACE誌のスティーブ・クックも操作性の良さとゲームの雰囲気を評価している。また、「グラフィックとサウンドの面では『モンキー・アイランド』はKing's Quest Vと並んで、現在のトップレベルにある」と書いている。一方で、キャラクターや地名の後に "TM "をつけるというデザイナーのジョークは、雰囲気を壊すものとして嫌っていた。Amiga Power誌のMark Ramshawは、「マウスで操作するグラフィック・アドベンチャーの時代が到来した」と書いている。同氏は、ゲームのハイライトだと思われるコメディ要素を称賛した。また、操作方法についても、「自分が何をしているかという細かいことはほとんど忘れて、冒険に没頭できる」と評価している。また、ゲームの筋書きやビジュアル・サウンド表現が一体となって濃厚な雰囲気を醸し出していることを指摘し、「他のマイルストーン的なアドベンチャー（『ゾーク』、『ホビット)』、『ロード・オブ・ザ・リング (英語版)』など）はすべて過去になったと評した。
The One誌のポール・プレスリーは、「ルーカスフィルムは、過去の作品で成功したすべての要素を、この物語に取り入れただけでなく、その過程でさらに改良を加えた」と評した。他のレビュアーと同様に、彼はその操作性を評価した。Amiga Computing誌のニック・クラークソン（Nick Clarkson）は、このゲームのグラフィックを「完璧」と評価し、「キャラクターは見事にアニメーションし、背景には雰囲気が漂っている」と評価した。Amiga Action誌は、「細部へのこだわりと緻密に調整されたゲーム性は文句のつけようがない」と書いている。グラフィックを「全体的に素晴らしい」と評し、それが「優れたカリブの曲」と組み合わされることで、結果として「個性と雰囲気」に満ちたゲームになると評している。そして、「このゲームを持っていないという言い訳は絶対にできない」と締めくくっている。 Computer Gaming World誌は、『モンキー・アイランド』は、ルーカスアーツの提供するユーモアを最高の形で実現したものだ。長く記憶に留めるこのアドベンチャーに乾杯しよう」と述べている。
本作はComputer Gaming World誌のHall of FameやIGNのVideo Game Hall of Fameなどのランキングに定期的に登場している。
1991年、PC Format誌 (英語版) は『モンキー・アイランド』を「純粋に面白い」と称して、史上最高のコンピュータゲーム50のリストに入れた。1996年、Computer Gaming World誌は、史上最高のゲームの19位にランク付けし、「罵り合いの決闘や謎のソードマスターの正体は印象深く、忘れられない」と書いている。
2004年にはRetro Gamer誌の読者投票でレトロゲームランキングの33位にランクインした。IGNは2009年に『モンキー・アイランド』をルーカスアーツのアドベンチャーゲームベスト10に選出し、2010年にはXbox Liveアーケード版を同プラットフォームの歴代ベストタイトルの20位に選出している。2017年、『モンキー・アイランド』は、Warp Zonedが1995年から2016年の間に発表された44本の「トップゲーム」リストをまとめた統計的メタ分析である「科学的に証明された史上最高のビデオゲーム」で78位にランクインした。
日本のゲーム誌『メガドライブFAN』の読者投票による「ゲーム通信簿」での評価は下の通りとなっており、19.4点（満30点）となっている。
| 項目 | キャラクタ | 音楽 | 操作性 | 熱中度 | お買得度 | オリジナリティ | 総合 |
| 得点 | 3.6        | 3.3  | 3.1    | 2.7    | 3.4      | 3.4            | 19.4 |

## 続編
『モンキー・アイランド』は4つの続編が作られた。最初の作品は1991年に発売された『モンキー・アイランド 2 ルチャックの逆襲』では、帰ってきたルチャックに焦点を当てている。 その6年後、ルーカスアーツは新たなビジュアルデザインを採用した『The Curse of Monkey Island』を発売した。 2000年には『Grim Fandango』のGrimEエンジンを使用して3Dグラフィックを実現した『Escape from Monkey Island』を発売した 。
次の作品は2009年に発売された『Tales of Monkey Island』で、5つのエピソードからなるシリーズ物である。

## 後世への影響
このゲームの要素は、大衆文化の中にも登場している。オリジナル版は、2011年にスミソニアン・アメリカン・アート・ミュージアムで開催された展覧会「The Art of Video Games」での5つのゲームのうち1つに選ばれた。2009年にアルゼンチンのニュースチャンネルC5Nが、ゲーム中に登場する架空の酒のレシピを本物と間違えて報道し、青少年に危険な酒「Grog XD」を飲まないように呼びかけた。『Tales of Monkey Island』では、ガイブラシがGrogマシンのGrog XDボタンを押しながら、このニュース記事を読むシーンがある。
30周年を記念して、ロン・ギルバートはVideo Games History Foundationとのビデオ対談でオリジナルのソースコードの裏話を語った。その中では、初期のキャラクターのプロトタイプ、未使用のアニメーションなどが明らかにされた。